# 希腊圣母堂
希腊圣母堂或科斯美汀聖母堂（義大利語：Basilica di Santa Maria in Cosmedin）是一座位於意大利罗马的天主教次级圣殿。

## 歷史

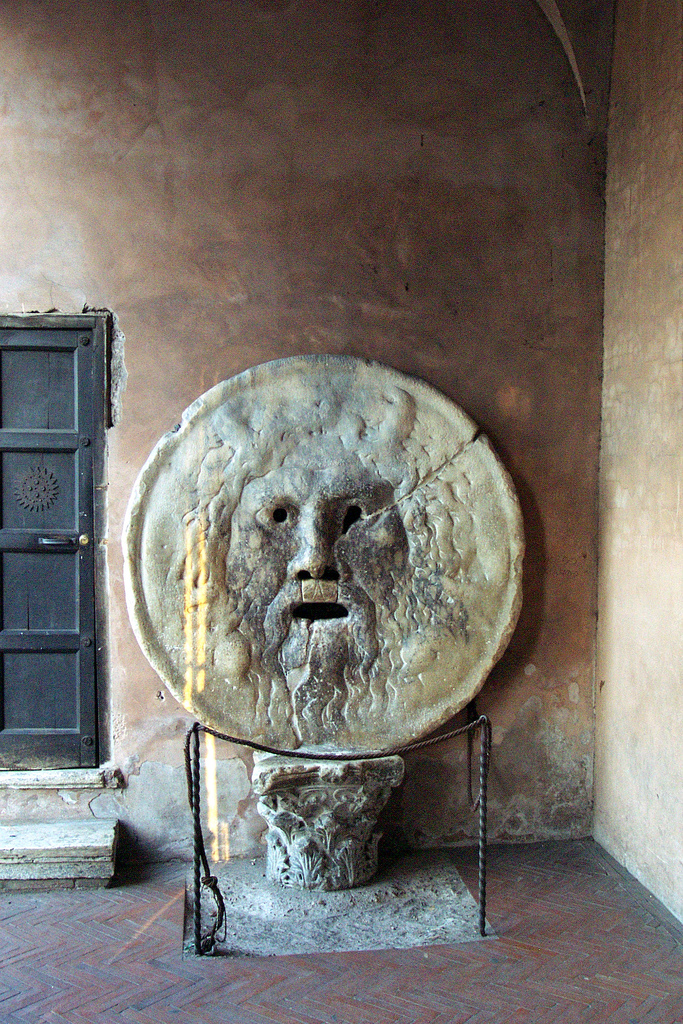
真理之口

希腊圣母堂建於公元六世紀，坐落在古罗马的一个神庙和一个食品配送中心的遗迹上。由于它毗邻许多拜占庭式建筑，在公元七世纪教堂被称为「Schola Graeca」，附近的街道則称为「希臘街」。782年左右，教宗亚德一世重建该堂，描绘了逃离偶像破坏者迫害的希腊修士，而重建後的教堂則擁有三個中殿及一條門廊。由於教堂優美的設計，它得到了一個形容詞「cosmedin」（希腊语kosmidion，意思為美麗的）。在九世纪，尼古拉一世下令增建了圣尼古拉小礼拜堂，还建造了教宗住所，但是在1085年被诺曼人军队拆除。
該教堂也是執事級樞機領銜教堂 ，曾有二位領該教堂銜的樞機成為教宗，為格拉修二世和塞莱斯廷三世。
此外，教堂的修復工作於1118年至1124年完成。在教堂由本篤會的修士管理及一段時間的腐朽後，教堂於1718年修建成巴羅克風格（由居塞佩·萨尔迪於1718年設計），但這巴羅克風格的外型於1894年至1899年間被移除。

## 結構

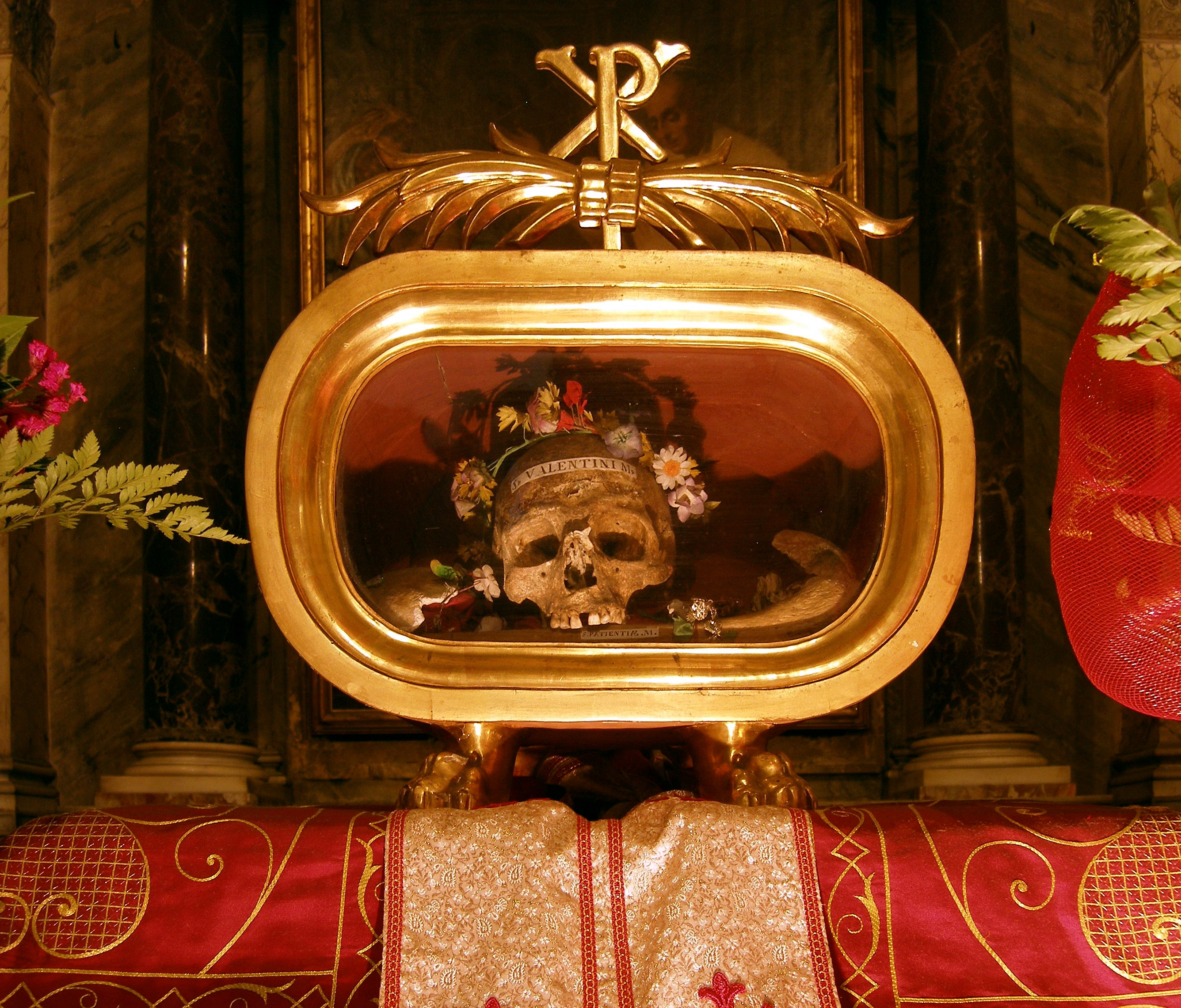
圣瓦伦丁圣髑

由於真理之口藏放在這座教堂的關係，所以吸引了许多游客前來。教堂门廊的排水口上有一個古老的雕塑，但实际上更值得一看的是保存完好的中世纪早期合唱文稿和哥斯马特式的大理石镶嵌图案路面。而教堂的钟楼則是全罗马最高的中世纪钟楼。
教堂在未重建之前擁有一個中殿及兩條走廊，它們由四條壁柱及十八條古老的圓柱劃分。此外，我們可在地下室內找到舊教堂殘留的其他的碎片。中殿的上部分及凱旋門保存著在八世紀至十二世紀間創作的畫。Schola cantorum是在十三世紀創作的，而教堂的紅花崗岩主祭壇則在1123年製成。此外，祭衣间也收藏著一塊來自聖伯多祿大殿的八世紀馬賽克殘片。
教堂存放有圣瓦伦丁圣髑，西方情人節即以該聖人命名（但可能產生於更早的時期）。